# 김한봉
김한봉(한국 한자: 金漢奉, 1957년 12월 15일 ~ )은 대한민국의 전직 축구 선수이다. 현역 시절 포지션은 수비수였다.

## 선수 경력

### 클럽팀 경력
김한봉은 1984시즌을 앞두고 새롭게 K리그에 참여하는 현대 호랑이에 입단했다. 1984년 8월 29일 열린 포항제철 돌핀스와의 경기에서 K리그 데뷔골을 기록했다.

### 국가대표팀 경력
1983년 대통령배 국제축구대회에 대한민국 축구 국가대표팀으로 참여했다.
1983년 8월 열린 코스타리카 축구 국가대표팀과의 친선경기에 출전했다.